# 阿尔弗雷德·施马尔策
阿尔弗雷德·施马尔策（德語：Alfred Schmalzer，1912年10月28日—1944年1月21日），奥地利前男子手球运动员。他曾代表奥地利参加1936年夏季奥林匹克运动会手球比赛，获得一枚银牌。